# Deventer-Amsterdammer Stoomboot Reederij

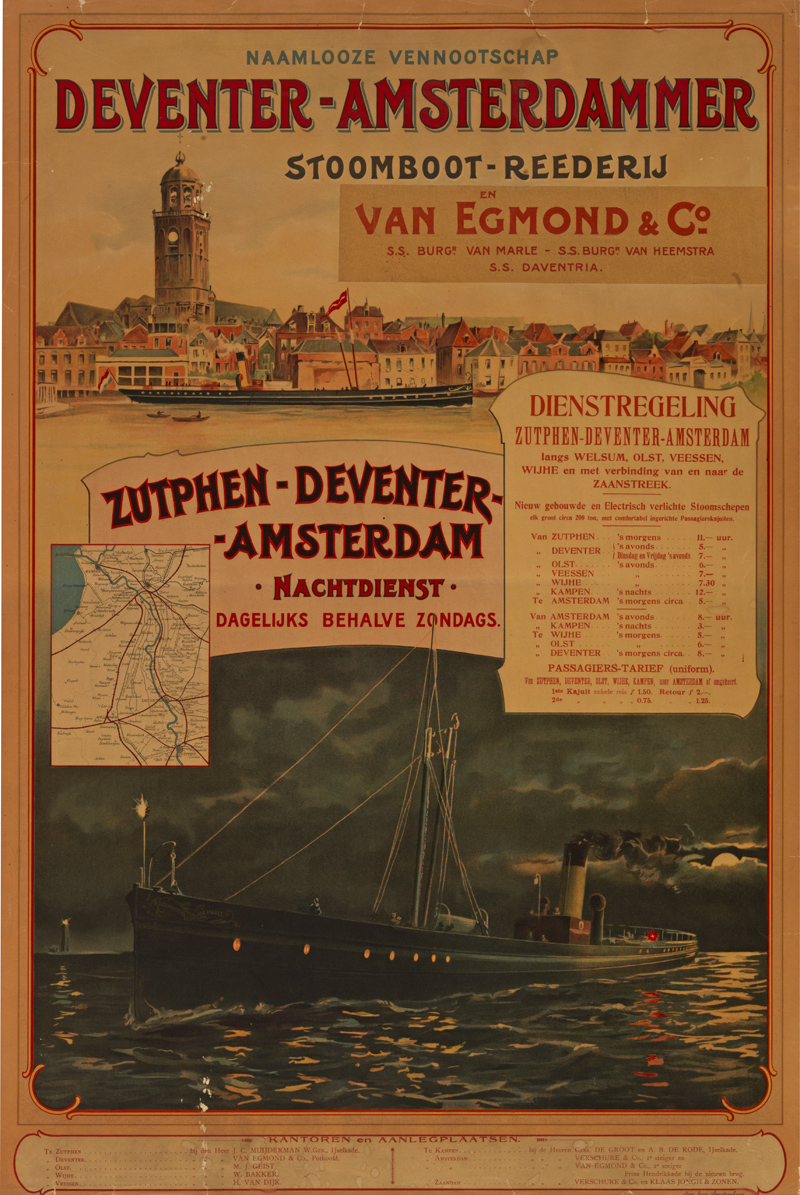
Dienstregeling van de Deventer-Amsterdammer Stoomboot Reederij uit 1900

De N.V. Deventer-Amsterdammer Stoomboot Reederij was een beurtvaartrederij die met stoomboten actief was in Noord-Nederland vanaf 1899.
De NV werd op 17 mei 1899 bij notariële akte opgericht. Van de oprichting werd onder meer gewag gemaakt in de Het Nieuws van den Dag van 11 juli 1899. Tot de oprichters behoorden onder meer P.J.M. Verschure van Verschure & Co., J.G. Koppe van de latere Reederij Koppe met zijn zoon, enkele leden van de familie Van der Schuijt en de expediteurs Donker, Vrielink en Schreur. De laatsten brachten enige bezittingen in, waaronder de ijzeren lichter Deventer en de houten lichter De Vrouw Johanna. Ook leverden zij de loods van de "Deventer Packet": een schip en gelijknamige onderneming die van 1895 tot 1898 op hetzelfde traject opereerde. Vrielink en Verschure werden benoemd tot directeur, Donker, Koppe jr. en A. van der Schuijt Jzn tot commissaris. De overige vennoten participeerden alleen financieel.
De NV werd te Amsterdam gevestigd en hield zich bezig met goederenvervoer in lijndienst tussen Deventer en de hoofdstad. Ook konden enkele passagiers mee. Voor deze dienst werd kort na de oprichting de stalen schroefstoomboot Burgemeester Van Marle in de vaart gebracht. Een jaar later volgde het zusterschip Burgemeester Van Heemstra. In 1902 ging de Deventer-Amsterdammer op in de fusiemaatschappij Verschure & Co., maar zij bleef wel onder de eigen naam opereren.